# マンハイム形

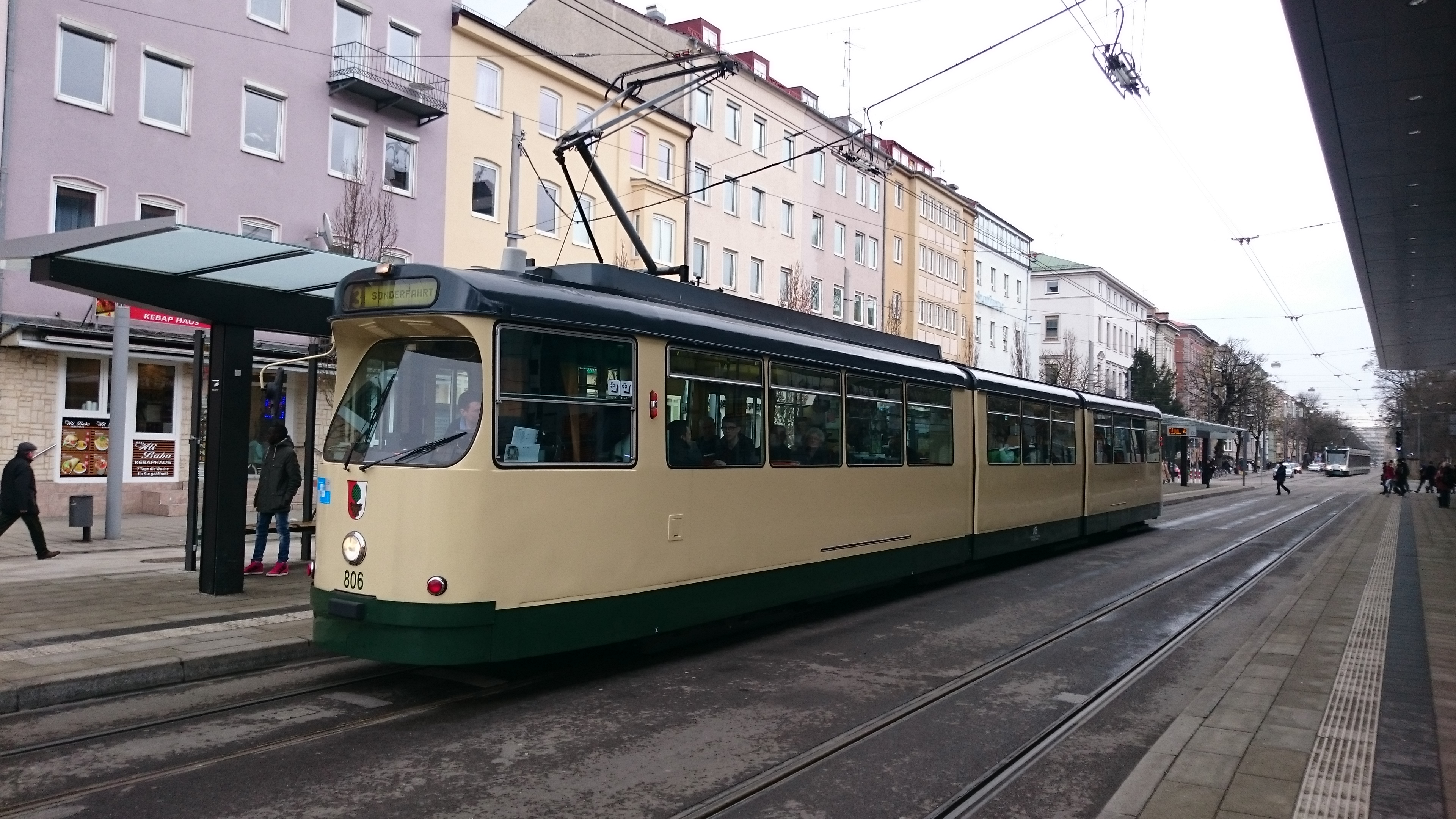
マンハイム形（アウクスブルク）

マンハイム形（マンハイムがた、ドイツ語: Type Mannheim）は、ドイツ（旧：西ドイツ）の鉄道車両メーカーであったデュワグを始めとする企業が製造した路面電車車両。従来の連接車から設計を変更し近代化を行った車両で、西ドイツやオーストリア各地の路面電車への導入が行われた。

## 概要
1951年に製造された試作車以降、デュッセルドルフに工場を持っていたデュワグは西ドイツを始めとする世界各地の路面電車へ向けてデュワグカーと呼ばれる路面電車の製造を続けていた。その中で1960年代の終わり頃、マンハイムの路面電車で最後に残っていた旧型2軸車両の置き換えにあたり、マンハイム市電側の要請に基づき従来製造していた連接車から設計を改めた車両を導入する事が決定した。これがマンハイム形と呼ばれる車両である。
主電動機や台車、直角カルダン駆動方式を用いた駆動装置などは従来の連接式デュワグカーを踏襲する一方で、乗客の快適性向上を図った事で車体設計が変化し、視界向上のため前面・側面窓が上方に拡大した。それに伴い前面方向幕の位置は上方に移された。また乗降扉のガラス面積も下方に拡大し、停留所や駅のプラットホームとの段差が目視出来るようになった。車内には座席（クロスシート）や握り棒に加え、鞄など手荷物を乗せる事ができる折り畳み式のテーブルが設置された車両も存在した。投入する都市によって前照灯の形状は異なり、最初に導入されたマンハイム向けの車両は前面下部に2個設置された一方、ウィーンやグラーツなどに導入された車両は1個のみ設置された。またマンハイム向けの車両は西ドイツの路面電車で初めて冷房が搭載された。
1969年に最初の車両がマンハイムに到着し、試運転で良好な成績を得た後同年12月23日から営業運転を開始した。以降はデュッセルドルフを始めとする各地の都市へ導入され、デュワグ以外にもリンケ＝ホフマン、MANによるライセンス生産も実施された。またオーストリアのウィーンやグラーツ向けにオーストリアの国内企業であるシメリンク・グラーツ・パウカー（SGP）、ローナー・ヴェルケによるライセンス生産が行われ、動力や運転台を有する2・3車体連接車（GT6、GT8）に加え後方に連結する付随車も製造された。
デュワグなど西ドイツでの製造は1970年代までに生産を終了し、以降の増備はM/N形に移行したが、オーストリアでのライセンス生産は1993年まで続いた。以降は超低床電車を始めとする新型車両導入に伴い廃車が進行している一方で、マンハイム→ザグレブ、ヘルシンキなど別都市への譲渡や、中間に低床車体を追加した部分低床化などの改造工事も行われている。

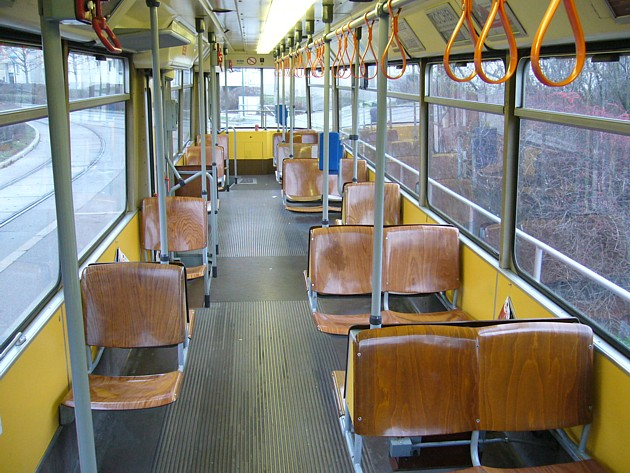
車内（ウィーン、付随車）
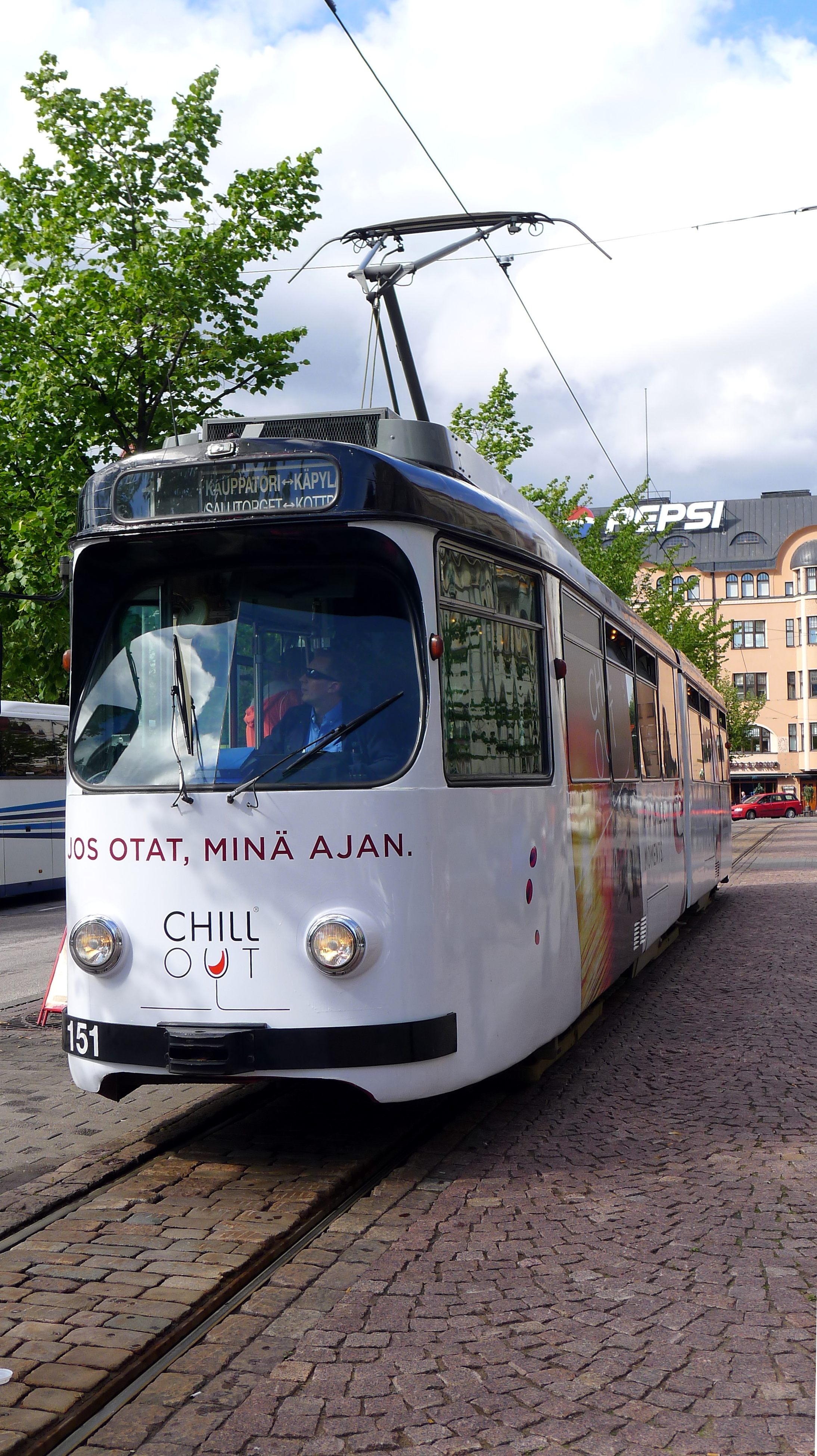
前面（片運転台車）（ヘルシンキ）
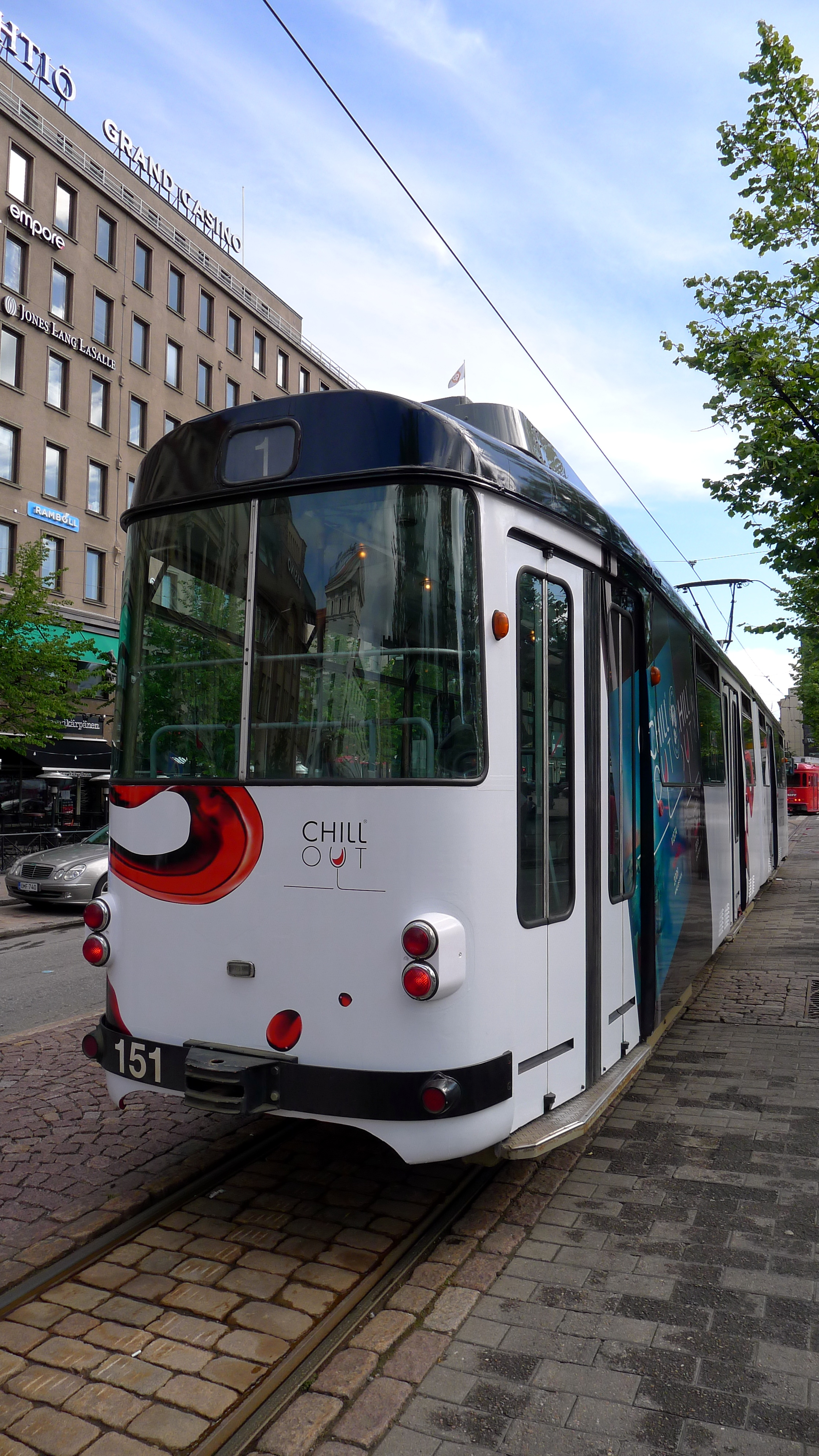
後方（片運転台車）（ヘルシンキ）
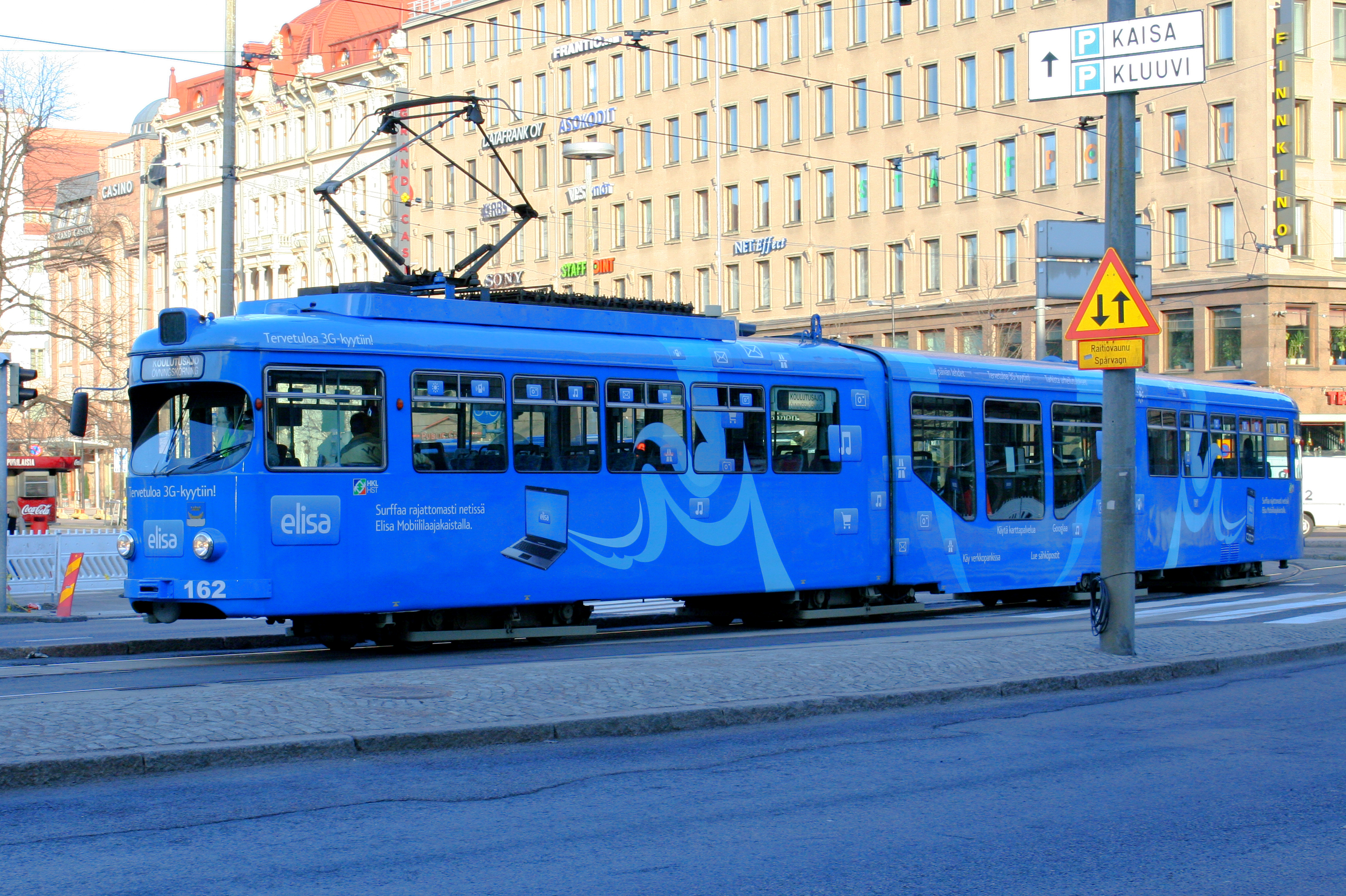
中間に低床車体を組み込んだ編成（ヘルシンキ）

## ギャラリー

### 連接車

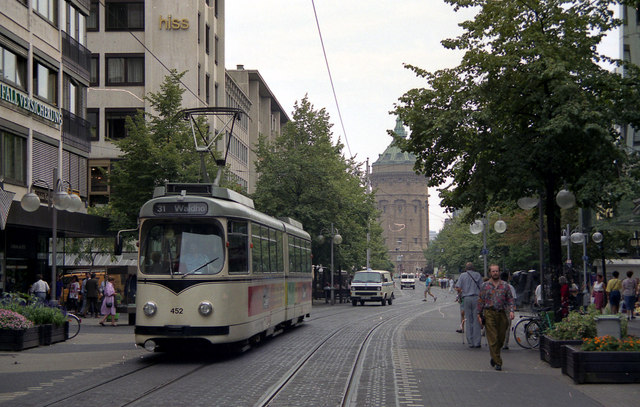
マンハイム （2車体連接車）
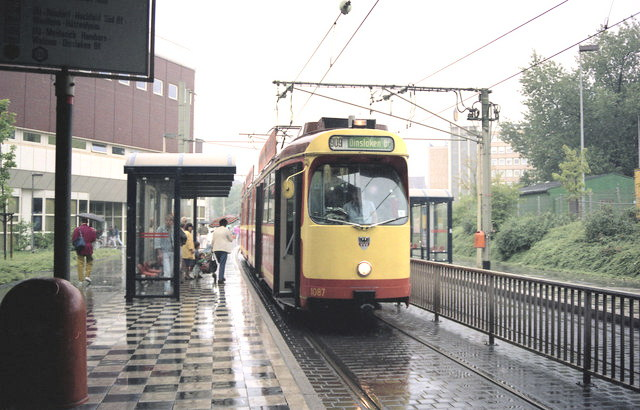
デュースブルク （3車体連接車）
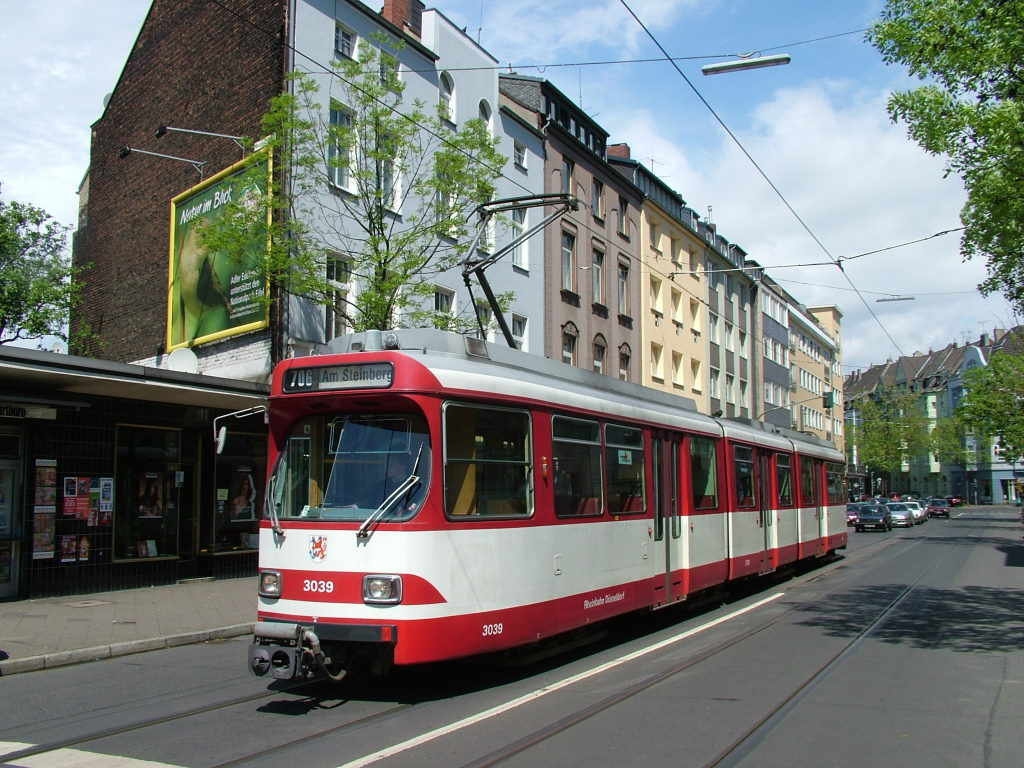
デュッセルドルフ （3車体連接車）
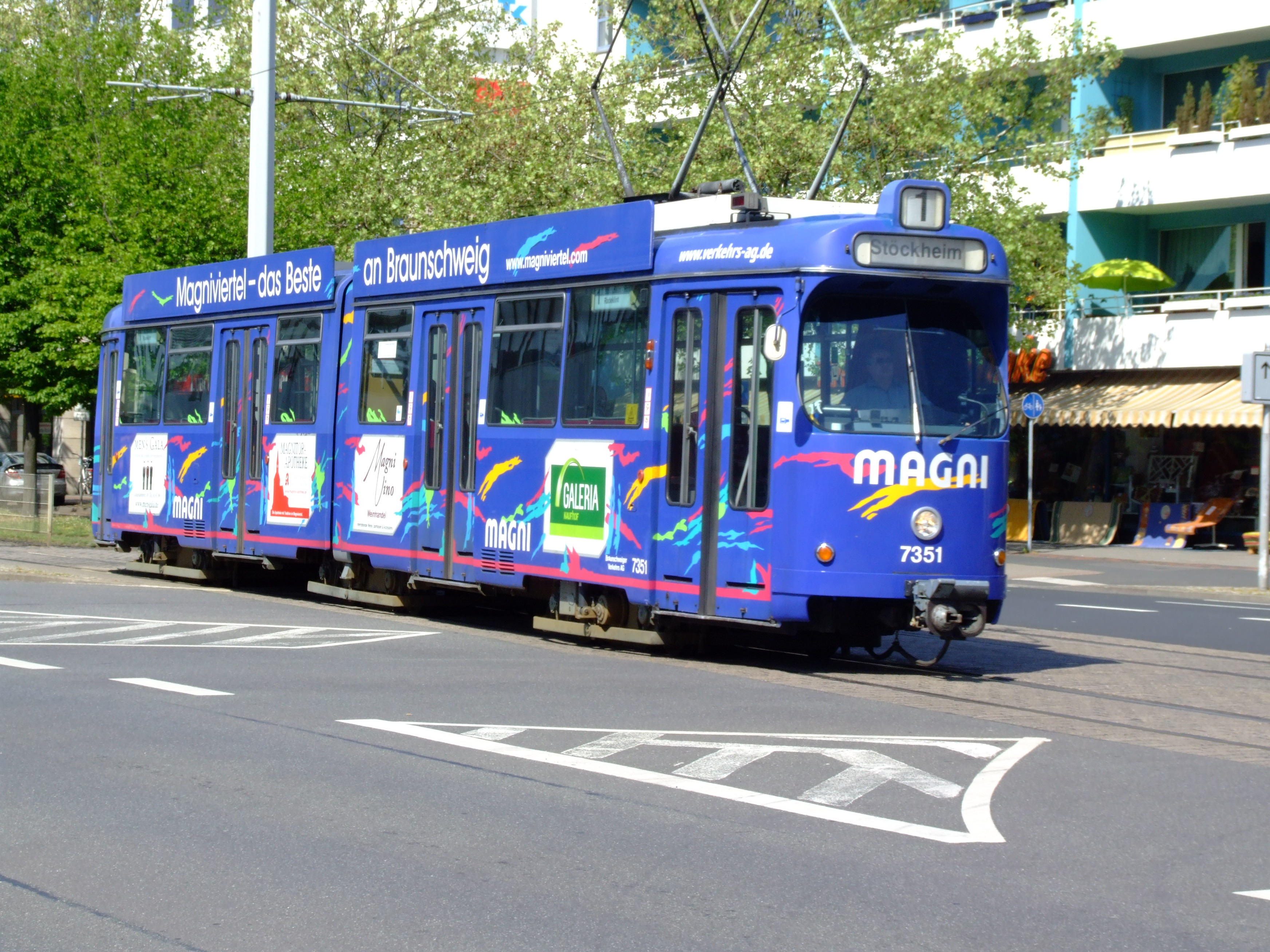
ブラウンシュヴァイク （2車体連接車）
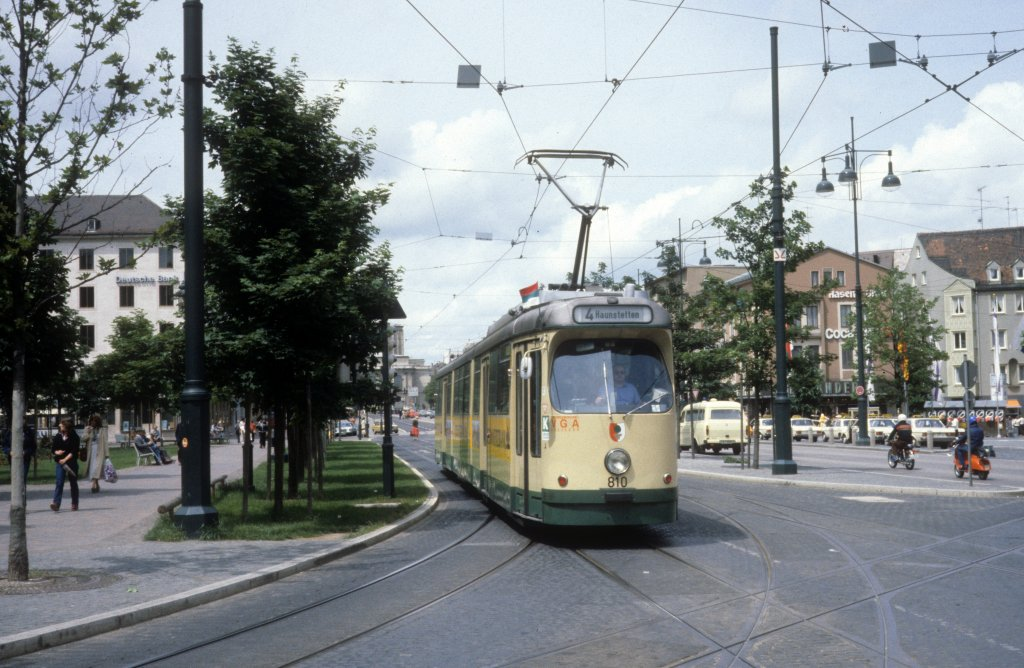
アウクスブルク （3車体連接車）
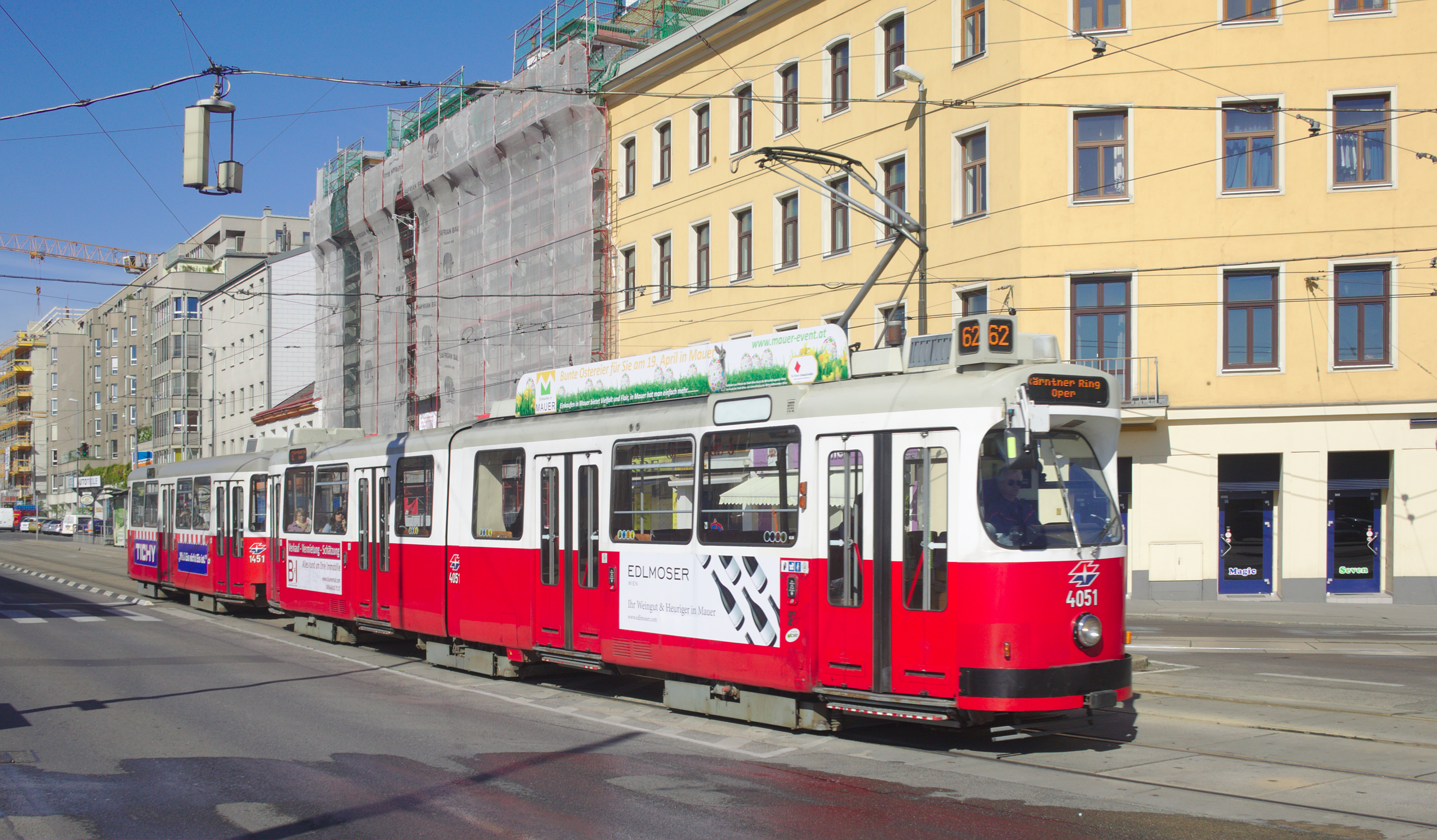
ウィーン（ウィーン市電） （2車体連接車）
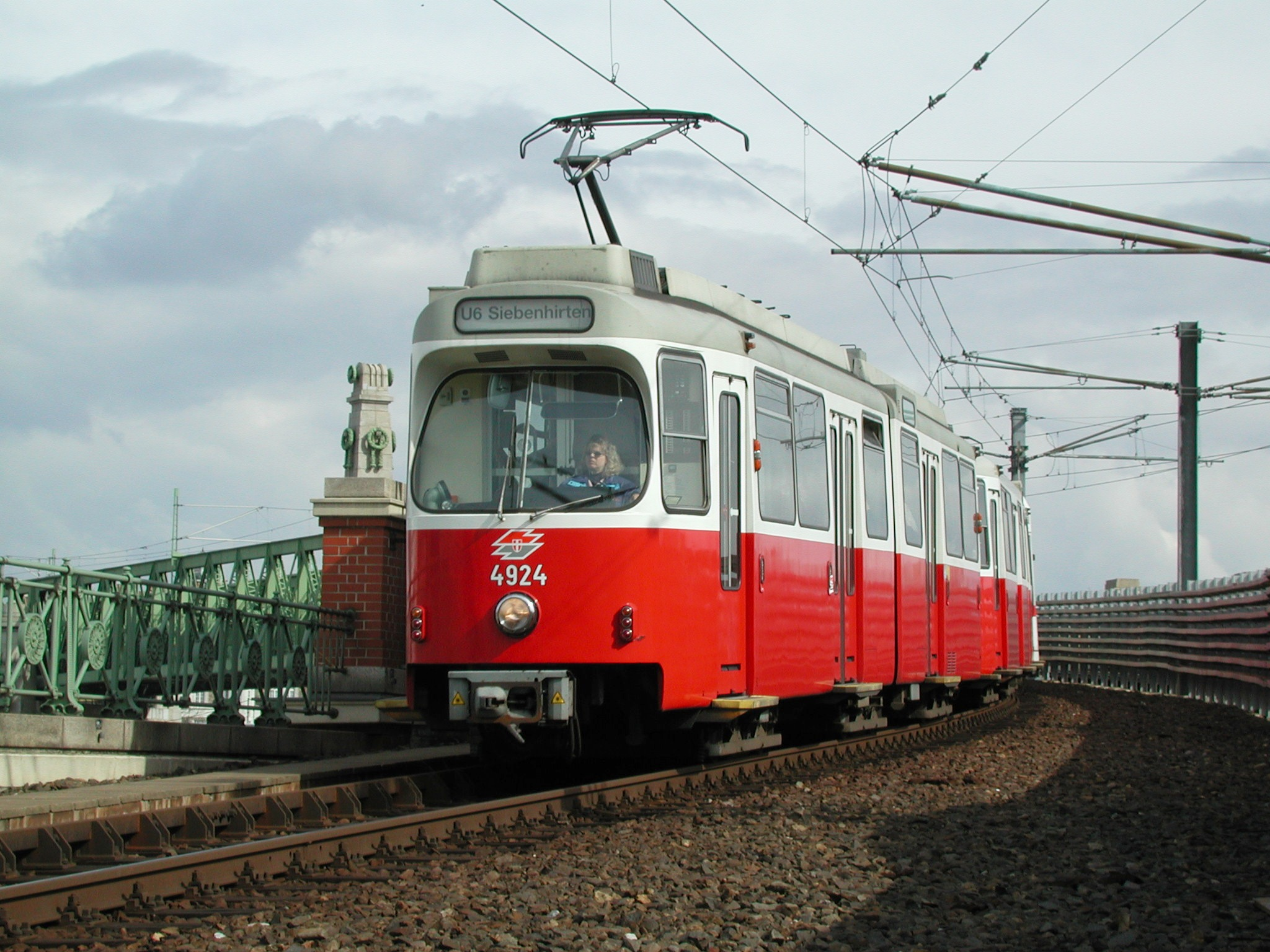
ウィーン（ウィーン地下鉄6号線） （2車体連接車）
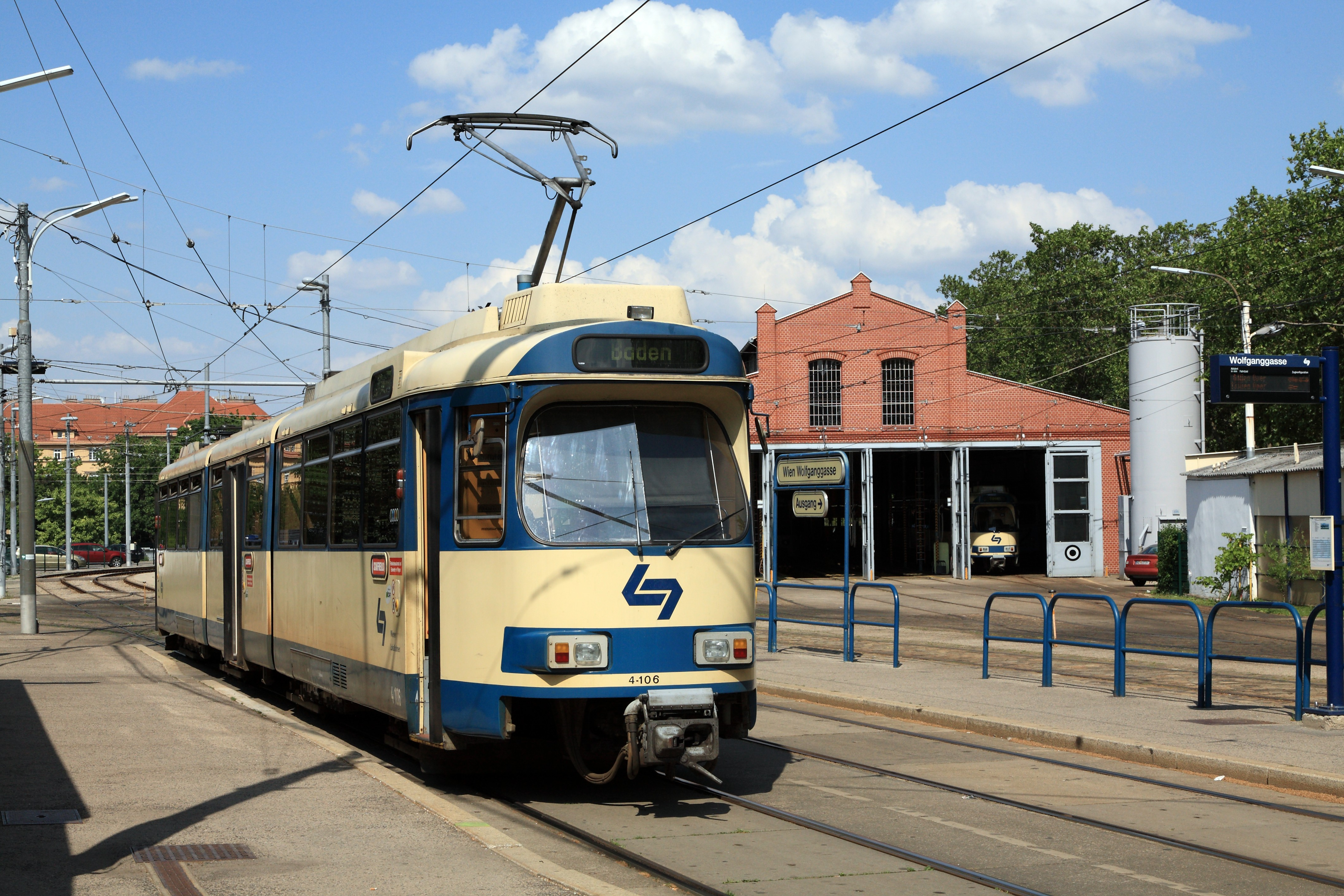
ウィーン（ウィーン地方鉄道） （3車体連接車）
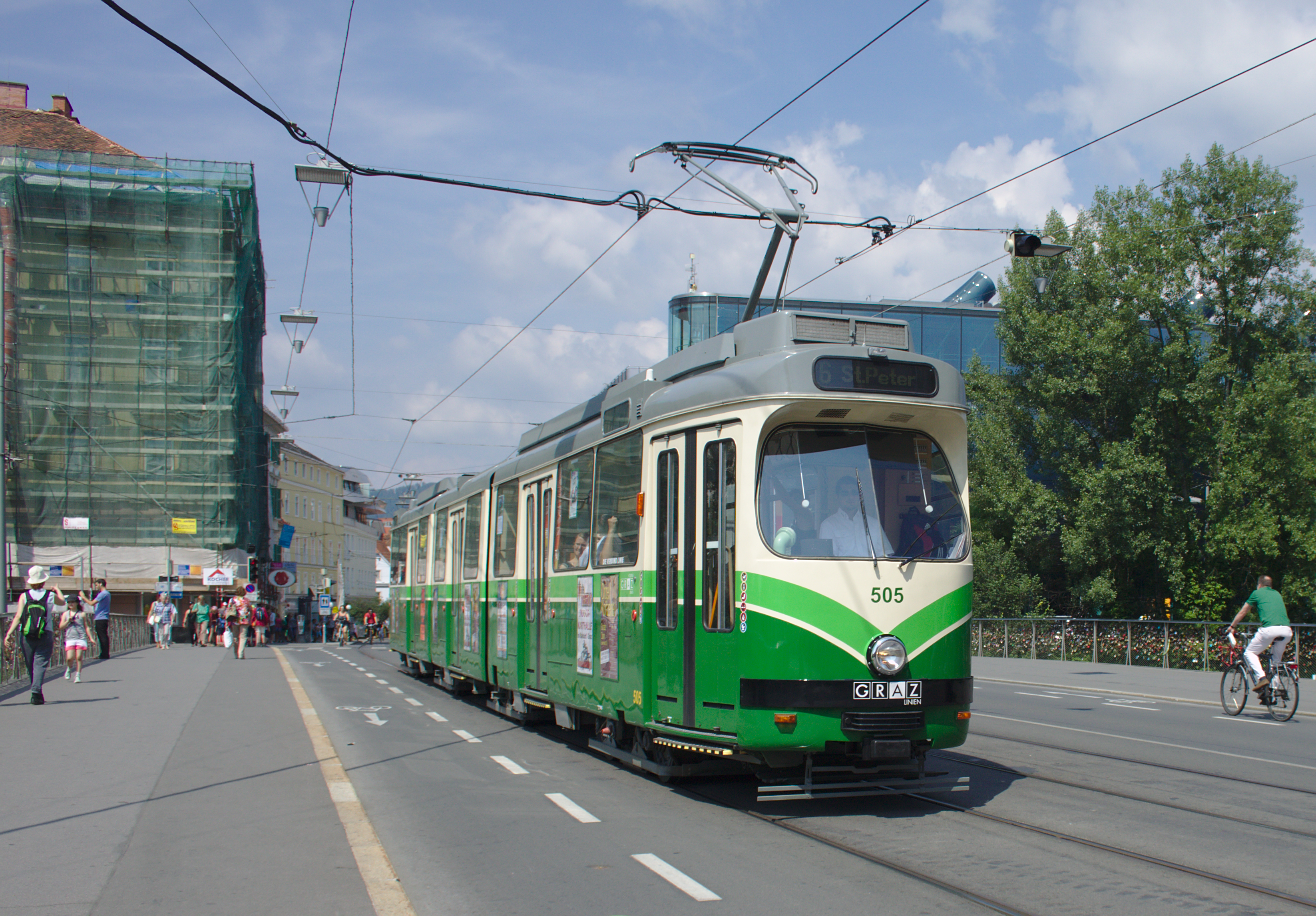
グラーツ （3車体連接車）

### 付随車

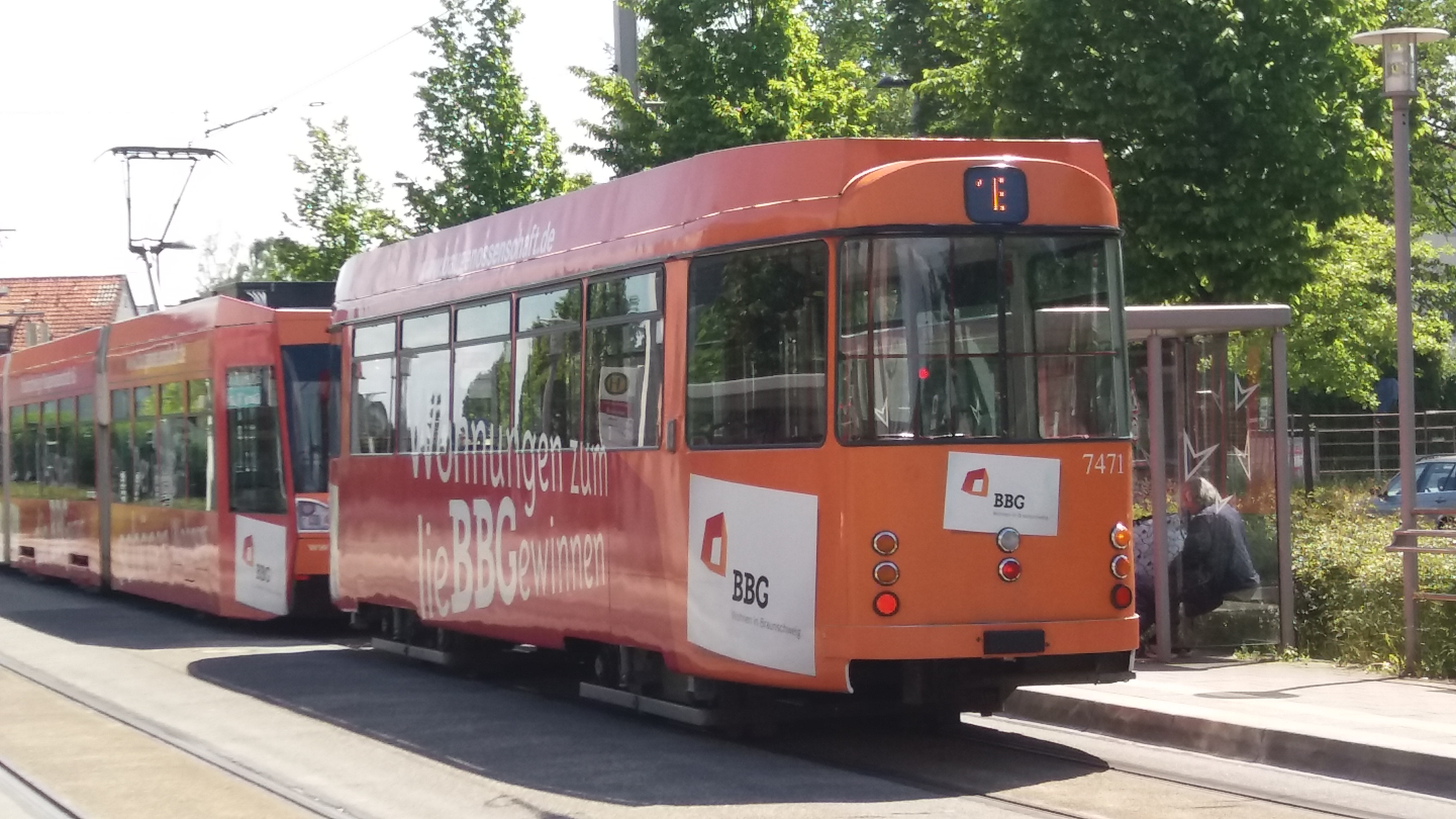
ブラウンシュヴァイク （単車）
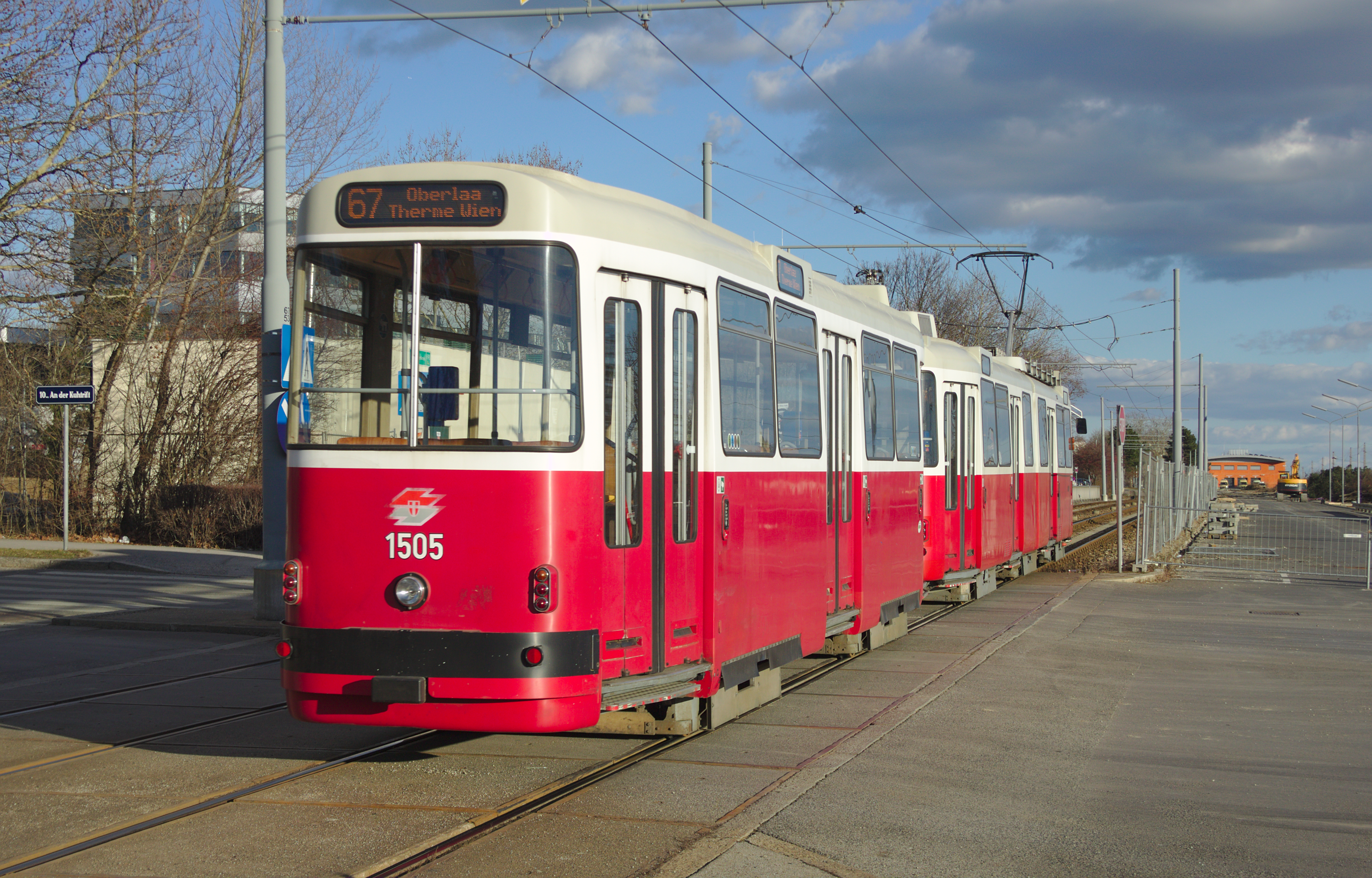
ウィーン（ウィーン市電） （単車）
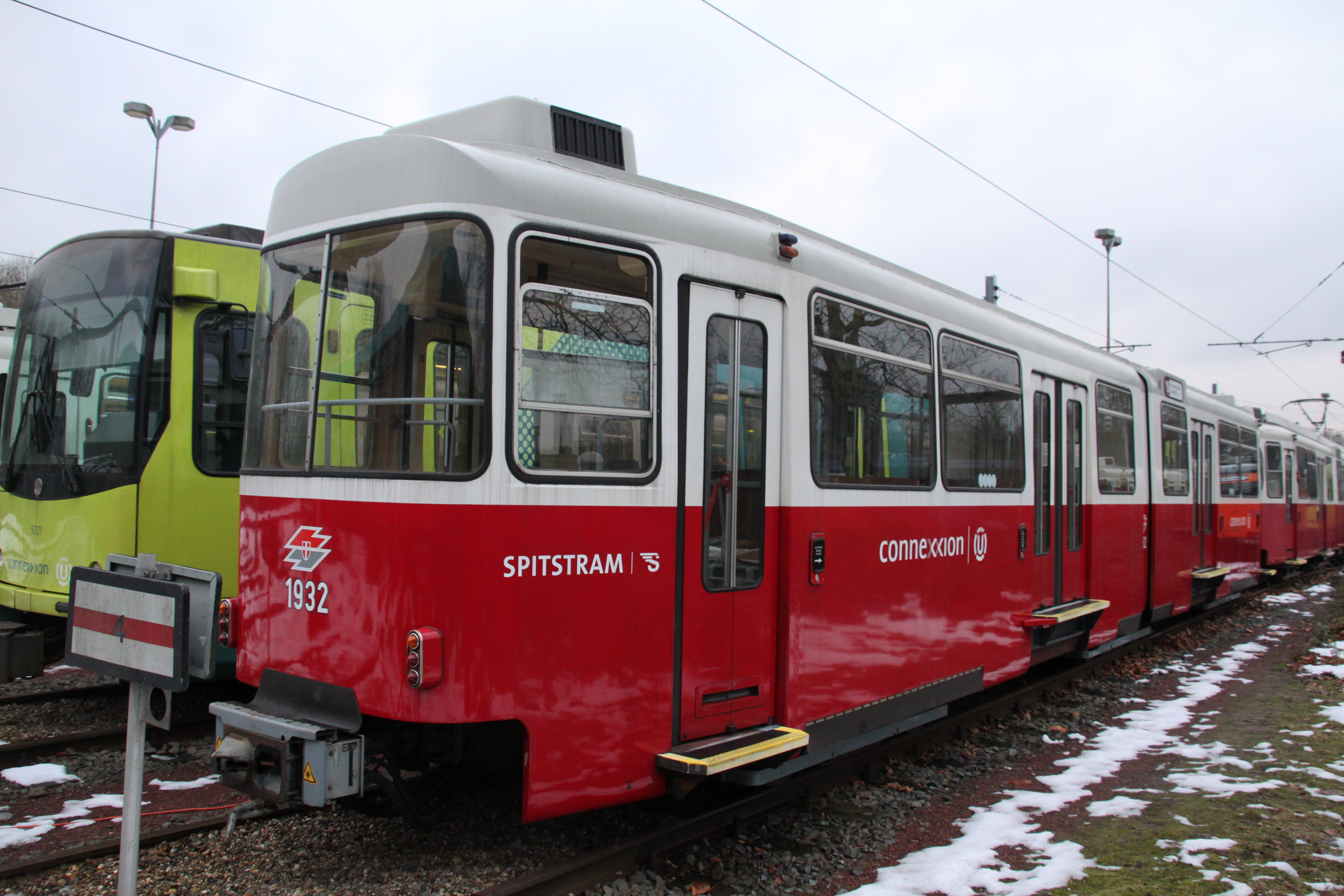
ウィーン（ウィーン地下鉄6号線） （2車体連接車）

## 関連形式
- フライブルク形 - フライブルク交通株式会社（VAG）（ドイツ語版）[5]やライン・ハート鉄道（RHB）（ドイツ語版）が導入した連接車。車体設計はマンハイム形を基としている[6]。